# Станислав
Станисла́в — мужское двухосновное имя славянского происхождения; образовано от основ слов [стан] (ср. «становиться», «устанавливаться») и [слав] (ср. «слава»). Распространённая краткая форма — Стас.

## История имени
Имя Станислав известно по истории Киевской Руси: носителем имени являлся один из младших сыновей Владимира Святого, Станислав Владимирович (конец X — начало XI века). Имя хотя и вошло в именник правящей династии, однако в нём не закрепилось; из Рюриковичей известен лишь ещё один носитель имени — Великий князь киевский начала XIV века Станислав Иванович (и то высказываются сомнения относительно точности летописной записи имени князя). В то же время по летописям известны другие носители имени: например, Станислав, переяславский тысяцкий при Владимире Мономахе, или киевский боярин Станислав Тудкович (оба — XII век) и другие. Имя Станислав в Средние века на Руси — это имя бояр и знати; таковыми были и некоторые другие двухосновные имена, например, Твердислав и Ратмир. Позднее имя разделило участь многих других древнерусских имён: с XVI века, по мере укрепления православия, они активно вытеснялись церковью из обихода, как нехристианские.
Имя Станислав на время было забыто на Руси; но совсем другая судьба складывалась у имени у западных соседей — поляков. Погибший от руки короля Болеслава II краковский епископ Станислав Щепановский (ум. 1079), канонизированный Католической церковью в 1253 году, стал одним из самых почитаемых польских святых и считался небесным покровителем Польши. Имя святого, войдя в католические святцы, избежало судьбы многих других славянских имён. В XVIII веке имя достигло самого высокого социального статуса, став именем двух польских королей — Станислава I Лещинского и Станислава II Августа Понятовского. Последний учредил Орден святого Станислава — вторую по значимости польскую государственную награду, которую унаследовала Российская империя после присоединения Польши в 1815 году (см. Царство Польское). До 1839 года ею награждались исключительно выходцы из Польши, но позднее орден стал одной из самых распространённых наград Российской империи; на младшую III степень ордена мог претендовать практически любой российский чиновник или военный за выслугу лет. Таким образом, в XIX веке вокруг имени сложилась парадоксальная ситуация: в Российской империи получила широкое распространение награда, учреждённая в честь святого Станислава, а вместе с этим имя Станислав стало широко известным, но наречение им в русском обществе не представлялось возможным, поскольку имя отсутствует в православных святцах.

## Распространённость имени
Имя Станислав вернулось в русский именник после Октябрьской революции, когда вместе с отделением церкви от государства отпали и ограничения в именовании новорождённых, диктовавшиеся православными канонами. Поначалу имя оставалось довольно редким. Так, по статистике, собранной А. В. Суперанской и А. В. Сусловой об именах новорождённых в Ленинграде в течение нескольких десятилетий, частотность имени в 1920-е—1930-е годы составляла 2 ‰ (то есть выявлялись 2 носителя имени в 1000 учтённых). В дальнейшем она увеличивалась, но незначительно. У родившихся в 1940-е—1950-е показатель равнялся 6 ‰, в 1960-е—1970-е — 5 ‰.
Сведения В. А. Никонова об именах новорождённых в 1961 году, подготовленные по нескольким регионам центральной России, свидетельствуют, что в начале 1960-х годов имя Станислав имело ограниченную употребимость и в равной мере использовалось как горожанами, так и сельчанами; горожане отдавали предпочтение имени немного чаще. Его частотность в областных центрах колебалась от 8 ‰ (в Костроме) и 4 ‰ (в Курске и Тамбове) до 2 ‰ (во Владимире и Пензе) и 1 ‰ (в Калуге). Максимальные значения частотности отмечались в сельских районах Курской и Костромской областей (5 ‰ и 4 ‰ соответственно). В районах Калужской и Ярославской областей она составила 2 ‰; в сёлах Владимирской, Куйбышевской (Самарской), Пензенской, Тамбовской и Ульяновской областей — 1 ‰.
В XX веке только в 1980-е годы отмечался существенный прирост частотности: в Ленинграде за десятилетие она достигла 21 ‰; это позволило Суперанской и Сусловой отнести имя к категории имён, получивших широкое распространение.

## Именины
- Католические именины: 11 апреля, 8 мая, 5 августа, 13 ноября, 9 апреля.